# Kevin Poulsen

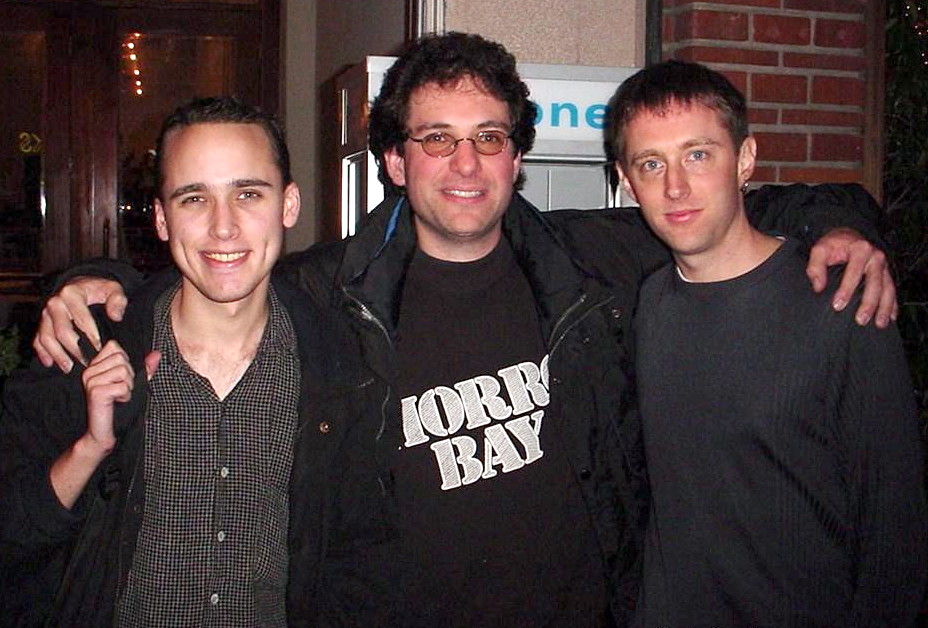
Kevin Poulsen (rechts) zusammen mit Adrian Lamo (links) und Kevin Mitnick (Mitte)

Kevin Lee Poulsen alias Dark Dante (* 1965 in Pasadena, Kalifornien) wurde als erster Hacker in den USA der Spionage angeklagt. Inzwischen ist er als Journalist tätig und schreibt über Themen um Informationssicherheit und Cyberwar. Er ist Mitglied im Technical Advisory Board der Freedom of the Press Foundation.

## Leben
Kevin Poulsen begann sich im Alter von 13 Jahren mit Phreaking zu befassen, indem er Steuerungstöne für die Telefonzentrale in die Sprechmuschel pfiff und sich so Zugang zu Servicefunktionen der Zentrale verschaffte.
1993 erlangte Poulsen als Cracker bzw. Phreaker allgemeinen Bekanntheitsgrad, indem er in der Zeitspanne seit 1990 mit zwei Freunden (Ronald Austin und Justin Tanner Peterson) in Los Angeles die Telefonanlagen von Radiostationen (insbesondere von KISS-FM) unter anderem mittels Social Engineering manipulierte. Bei Wettbewerben, bei denen der 102. Anrufer gewann, belegten sie die Telefonleitungen, zählten die eingehenden Anrufe und ließen sich schließlich als 102. Anrufer durchstellen. Auf diese Weise erbeuteten sie zwei Porsche, 20.000 Dollar und einige Reisen.
Am 4. Dezember 1992 wurde Kevin Poulsen als erster Hacker in den USA der Spionage angeklagt. Ihm wurde vorgeworfen, geheime Unterlagen über verdeckte Ermittler des FBI gestohlen zu haben. Diese Anklage wurde später fallengelassen. Poulsen, der auch für einige illegale Eingriffe in Systeme von Telefongesellschaften (beispielsweise Pacific Bell) verantwortlich war und damit zeitweise alle Telefonate in Los Angeles kontrollierte, verbrachte insgesamt fünf Jahre im Gefängnis.

## Tätigkeit als Aktivist und Journalist
Seit er 1996 entlassen wurde, arbeitet Poulsen als freier Journalist beispielsweise bei SecurityFocus im Bereich Computerkriminalität.
Zusammen mit Aaron Swartz entwickelte er SecureDrop, einem Open-Source-Werkzeug zur sicheren Kommunikation zwischen Journalisten.